# Leptogenys caeciliae
Leptogenys caeciliae é uma espécie de formiga do gênero Leptogenys, pertencente à subfamília Ponerinae.